# Henri Lévy-Bruhl

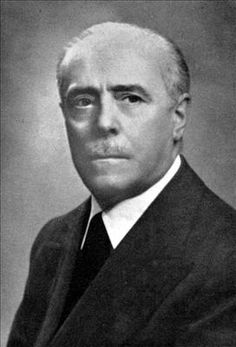
Henri Lévy-Bruhl

Henri Lévy-Bruhl (1884-1964) foi um jurista e sociólogo francês, considerado como um dos fundadores da sociologia do direito moderna.
Filho do sociólogo Lucien Lévy-Bruhl, teve influência de Marcel Mauss e se tornou professor de direito na Faculdade de direito da Universidade de Lille, e depois em Paris, assim como na École des hautes études en sciences sociales.
Sua obra mais conhecida é Sociologia do direito, reeditada pela Martins Fontes em　2000.